# Sekem

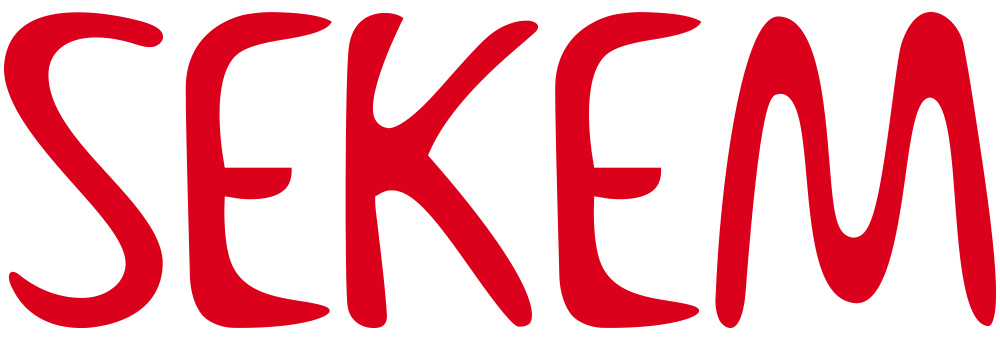
Sekem-Logo

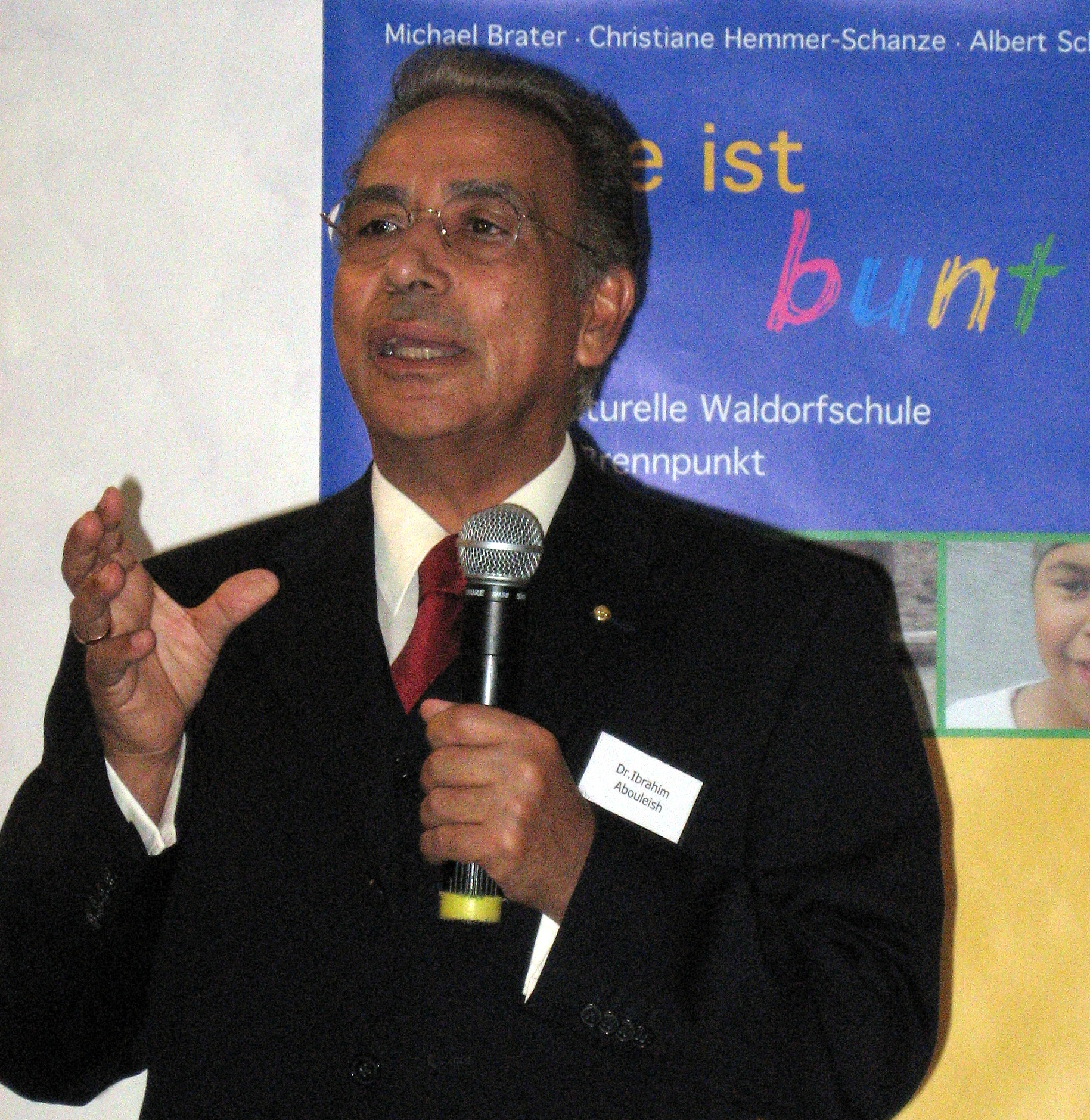
Gründer Ibrahim Abouleish

Sekem (Eigenschreibweise SEKEM) ist eine ägyptische „Entwicklungsinitiative“, die 1977 von Ibrahim Abouleish gegründet wurde. Ibrahim Abouleish und seine Unterstützer erschlossen am Rand des Nildeltas knapp 60 Kilometer nordöstlich vom Zentrum Kairos etwa 70 Hektar Wüste mit Methoden der biologisch-dynamischen Landwirtschaft.
Sekem versteht sich selbst als soziales Unternehmen, das einen Teil seiner Gewinne in gemeinnützige Projekte einfließen lässt. Der Name Sekem wurde in Anlehnung an das Sechem-Zepter gewählt, einem altägyptischen Kommandostab.
Inzwischen folgten mehrere Unternehmensgründungen unter dem Dach der Sekem Holding. 2005 erfolgte die Gründung von SEKEM Europe mit Sitz in Bochum, unterstützt von GLS Gemeinschaftsbank und Triodos Bank. 2019 beschäftigte das Unternehmen über 2000 Mitarbeiter.

## Geschichte
Ibrahim Abouleish wurde 1937 in Ägypten geboren und wanderte 1956 nach Graz, Österreich aus, wo er Chemie und Medizin studierte. 1975 reiste er nach Ägypten und sah sich mit den dringenden Problemen des Landes konfrontiert: Armut, Überbevölkerung und Umweltverschmutzung. Beeinflusst von diesen Eindrücken, kehrte er 1977 mit seiner Familie nach Ägypten zurück und gründete die Sekem-Initiative auf einem Grundstück in der Wüste, das er für sein Vorhaben erworben hatte. Seine Vision von Sekem schilderte er als „nachhaltige Entwicklung zu einer Zukunft, in der jeder Mensch sein individuelles Potenzial entfalten kann, in der die Menschheit in sozialen Formen lebt, welche die Würde des Menschen widerspiegeln; und in der alle wirtschaftlichen Tätigkeiten nach ökologischen und ethischen Prinzipien durchgeführt werden“.
Die Sekem-Initiative gründete nach und nach mehrere Unternehmen, um die landwirtschaftlichen Produkte weiterzuverarbeiten. So entstanden Atos Pharma (Phytopharmazeutika), Lotus (Verarbeitung von Kräutern und Gewürzen), NatureTex (Herstellung von Kleidung aus organischer Baumwolle), El Mizan (Veredelung von Pflanzen und Aufzucht von jungen Obst- und Gemüsepflanzen), Libra (Export von Obst und Gemüse) und ISIS Organic (Produktion von Bio-Lebensmitteln). Im Jahr 2000 wurden diese Unternehmen unter dem Dach der Sekem Holding zusammengefasst.
Sekem hat verschiedene Verbände gegründet, um die Idee der biodynamischen Landwirtschaft in Ägypten weiterzuverbreiten. Die Egyptian Biodynamic Association (EBDA) wurde von Sekem ins Leben gerufen, um Bauern bei der Umstellung von konventioneller auf biodynamische Landwirtschaft zu beraten und zu unterstützen. Das Centre of Organic Agriculture in Egypt (COAE) wurde von Sekem aufgebaut, um landwirtschaftliche Betriebe zu zertifizieren und Bildungskurse anzubieten.
Neben den wirtschaftlichen Aktivitäten engagiert sich Sekem auch im sozialen Bereich. Die Initiative gründete eine Schule, eine Universität, ein Berufsbildungszentrum, ein medizinisches Zentrum und eine gemeinnützige Stiftung. Sekem unterstützt seine weiblichen Mitarbeiter in dem Bestreben, Beruf und Karriere miteinander zu verbinden, indem es Kindergartenplätze und Kindertagesstätten zur Verfügung stellt.
Um die Transparenz in allen Aktivitäten zu gewährleisten, veröffentlicht die Initiative jedes Jahr einen Nachhaltigkeitsbericht. Der Bericht ist für alle Interessierten auf der Webseite frei einsehbar und ist in die vier Dimensionen unterteilt.

## Vision
Abouleish Vision war eine nachhaltige Entwicklung zu einer Zukunft, in der jeder Mensch sein individuelles Potential entfalten kann, in der die Menschheit in sozialen Formen lebt, welche die Würde des Menschen widerspiegeln und in der alle wirtschaftlichen Tätigkeiten nach ökologischen und ethischen Prinzipien durchgeführt werden.

## Partnerschaften
Die Sekem-Initiative pflegt Partnerschaften mit Institutionen und Unternehmen weltweit. Die GLS Gemeinschaftsbank, die Triodos-Bank und Oikocredit sind Aktionäre bei Sekem. Unterstützt wird die ägyptische Initiative ebenfalls von der Deutschen Entwicklungsgesellschaft.
Sekem ist Mitglied und Mitbegründer der Internationalen Vereinigung für Partnerschaft für Ökologie und Handel (IAP). Dieses Netzwerk wurde 1996 von Sekem und seinen europäischen Partnern ins Leben gerufen, um über Strategien und Marktentwicklungen zu beraten, mit dem Ziel, dem Verbraucher bessere Bio-Produkte anbieten zu können.
Sekem ist in mehreren internationalen Verbänden und Organisationen Mitglied oder engagiert sich in deren Rahmen. Darunter finden sich: Demeter International, der Globale Pakt der Vereinten Nationen, der World Future Council, die Internationale Vereinigung der ökologischen Landbaubewegungen und die Global Reporting Initiative.

## Erfolge
In Ägypten war es gängige Praxis, Pestizide per Flugzeug über allen Feldern zu versprühen. 1991 konnte Ibrahim Abouleish mit seinem Team den Erfolg natürlicher Schädlingsbekämpfung nachweisen und setzte sich für ein Verbot chemischer Schädlingsbekämpfung beim Baumwollanbau ein, das die ägyptische Regierung dann auch umsetzte. Seitdem wurde der Gebrauch von Pestiziden um 90 % verringert, was etwa 35.000 t entspricht.

## Rezeption
Sekems Businessmodell erntete weltweit viel Anerkennung und wurde mehrfach prämiert und gewürdigt. 2003 erhielt Ibrahim Abouleish für sein Engagement den Right Livelihood Award, oft „Alternativer Nobelpreis“ genannt. Im selben Jahr erhielten der Sekem-Gründer und sein Sohn Helmy Abouleish den Preis als „Social Entrepreneur des Jahres“ von der Schwab Foundation.
2015 wurde Sekem für seinen Einsatz von der Konferenz der Vereinten Nationen zur Bekämpfung von Wüstenbildung (UNCCD) mit dem „Land for Life Award“ ausgezeichnet.
2019 produzierten Ramon Pachernegg und Jasmine Wagner den gut halbstündigen österreichischen Dokumentarfilm SEKEM – Das Wunder in der Wüste mit Interview-Sequenzen des Gründers und der heutigen Leiter sowie zahlreichen Sequenzen aus Alltag und Produktion vor Ort. Der Film erschien zunächst bei Vimeo.